# Ordine della Stella d'Anjouan
L'Ordine della Stella d'Anjouan è stato un ordine cavalleresco concesso dalla Francia. In seguito è stato ripristinato come ordine cavalleresco delle Comore.

## Storia
L'Ordine è stato fondato nel 1874, riorganizzato il 18 giugno 1892 dal sultano di Anjouan Mohamed Said Omar e autorizzato e riconosciuto dal governo francese il 12 settembre 1896. L'Ordine è stato abolito nel 1963 in seguito alla creazione dell'Ordine Nazionale al Merito.

## Classi
L'Ordine dispone delle seguenti classi di benemerenza:
- Cavaliere di Gran Croce
- Grand'Ufficiale
- Commendatore
- Ufficiale
- Cavaliere

## Insegne
- L'insegna era costituita da una stella dorata a otto punte, che portava al centro un medaglione smaltato di bianco con l'immagine di una mezzaluna e una scritta in arabo; attorno al medaglione c'era la scritta "Ordre Royal de L'Etoile d'Anjouan-Comores". Il nastro era azzurro con due sottili strisce arancioni per lato.

| Nastri    |           |              |                 |                         |
| Cavaliere | Ufficiale | Commendatore | Grand'Ufficiale | Cavaliere di Gran Croce |

## Ripristino
L'Ordine della Stella di Anjouan è stato ripristinato negli anni novanta come onorificenza delle Comore. L'insegna è analoga a quella dell'ordine preesistente, ma nella scritta attorno al medaglione è stata abolita la parola "Royal", dato che le Comore sono una repubblica. Tra i più famosi insigniti dell'ordine ci sono l'ex direttore generale della FAO Jacques Diouf (che ha ricevuto l'onorificenza nel 1997) e il principe saudita Al-Walid bin Talal, che nel 2004 è stato insignito del grado di commendatore.